# Gonyosoma frenatum
Espèce
Synonymes
- Herpetodryas frenatus Gray, 1853
- Rhadinophis frenatus (Gray, 1853)
- Rhynchophis frenatus (Gray, 1853)
- Rhadinophis melli Vogt, 1922
- Gonyosoma caldwelli Schmidt, 1925
- Chrysopelea ornata var. lungchuanensis Hu, Hwang, Ho & Wei, 1958

Gonyosoma frenatum  est une espèce de serpents de la famille des Colubridae.

## Répartition
Cette espèce se rencontre :
- en Inde dans les États d'Assam et d'Arunachal Pradesh ;
- dans le nord du Viêt Nam ;
- en République populaire de Chine au Sichuan, au Fujian, au Guangdong, dans l'Anhui, au Guangxi, au Guizhou et au Zhejiang ;
- à Taïwan.

## Description

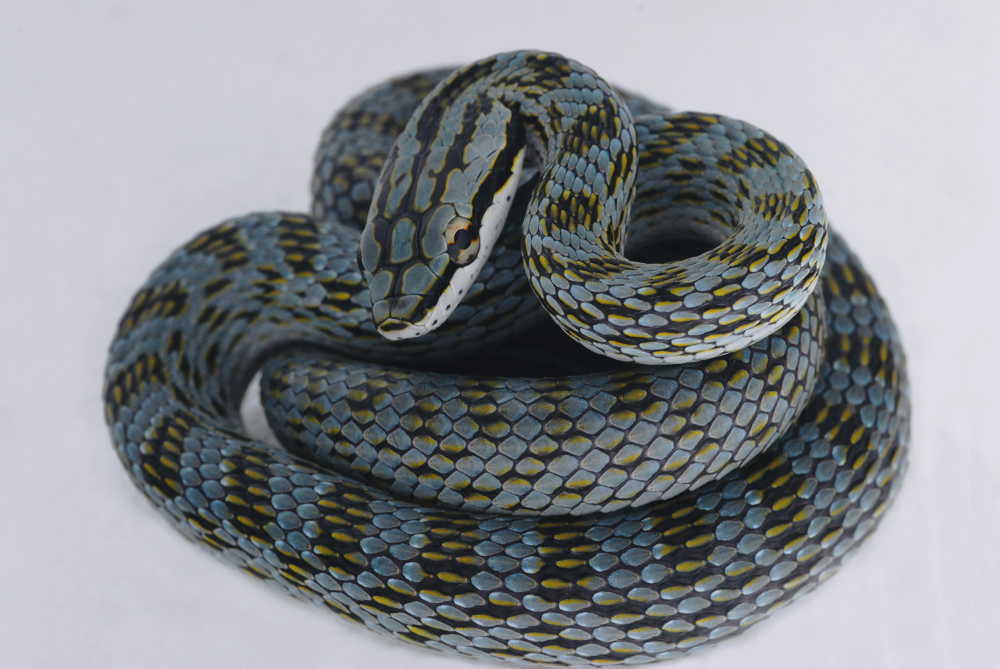
Gonyosoma frenatum juvénile.

Gonyosoma frenatum est à l'âge adulte de couleur plus terne grisâtre-verdâtre/bleuâtre légèrement tacheté de noir mal définie que Gonyosoma boulengeri (vert bleuté) et Gonyosoma prasinum (vert). Le dessous du corps est blanchâtre à jaunâtre, une barre noir bien marqué file du nez jusqu'à l'arrière de la tête.

## Dimorphisme
Comme chez toutes les autres espèces de serpent, Gonyosoma frenatum femelle est plus grande que le mâle à l'âge adulte.

## Reproduction
Cette espèce de couleuvre est ovipare et pond un certain nombre d'œufs. À la naissance les juvéniles sont de couleurs bleu foncé tacheté de jaune et de noir. Le dessous de la tête est blanche avec une barre noire épaisse qui file du nez à l'arrière de la tête en passant par l'œil.

## Publication originale
- Gray, 1853 : Descriptions of some undescribed species of reptiles collected by Dr. Joseph Hooker in the Khassia Mountains, East Bengal, and Sikkim Himalaya. Annals and Magazine of Natural History, sér. 2, vol. 12, p. 386-392 (texte intégral)